# Actiewagen

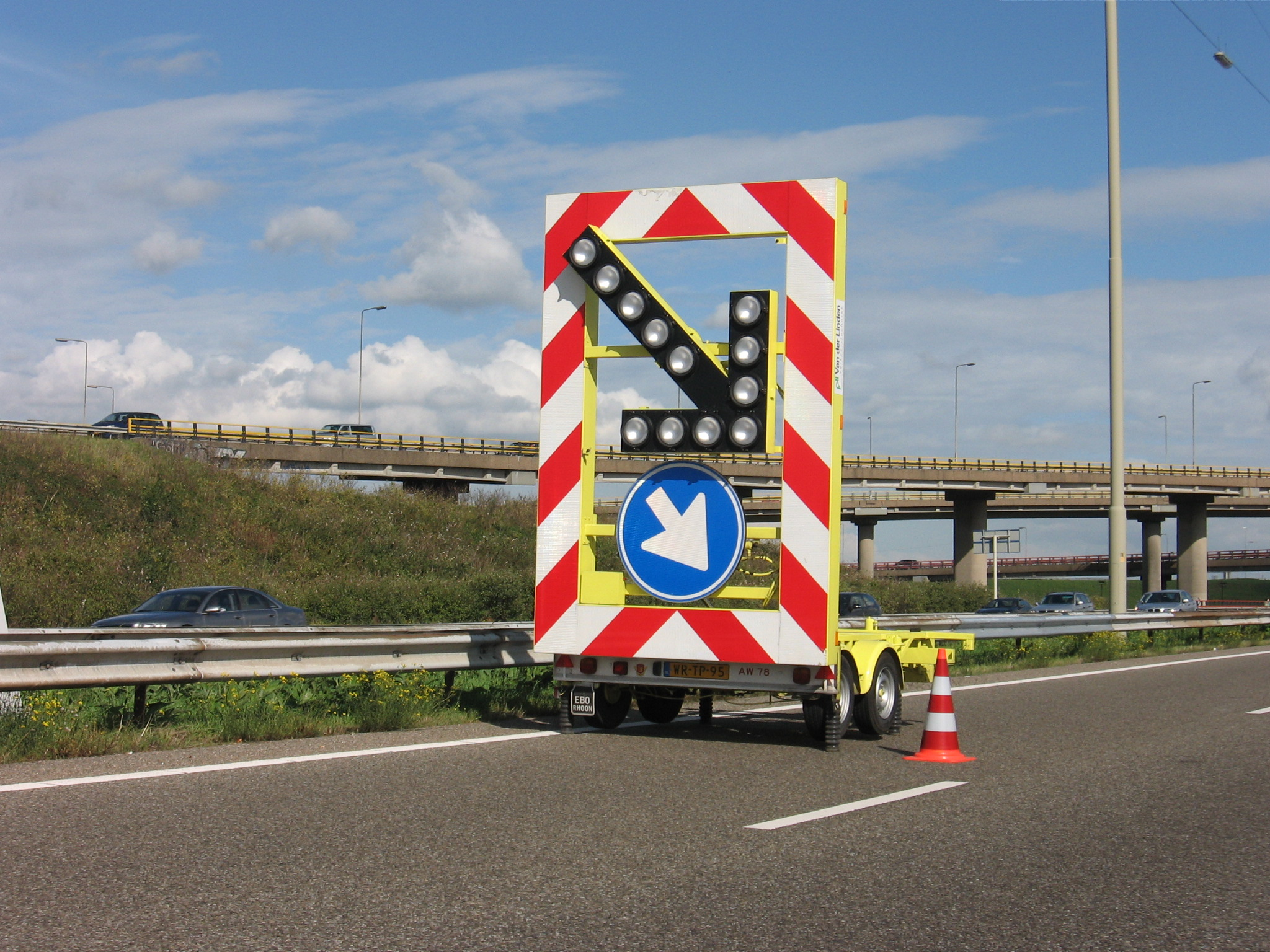
Actiewagen op de linkerstrook van een autosnelweg

Een actiewagen of pijlwagen is een voertuig of aanhanger met een uitklapbaar informatiepaneel dat wordt geplaatst op de rijbaan van een autoweg of autosnelweg.  Het dient als bebakening of als informatievoorziening om weggebruikers tijdig te informeren over een naderende wegafzetting, wegversmalling of andere gebeurtenissen die de rijomstandigheden beïnvloeden. Gedurende werkzaamheden wordt een werkvak gecreëerd waarbij de wegwerkers veilig zijn en de verkeersstroom wordt geoptimaliseerd. Indien er gevaar voor botsingen dreigt wordt tevens een botsabsorber geplaatst vooraan de wegafzetting.

## Geschiedenis
De Actiewagen wordt in 1978 ontwikkeld voor Rijkswaterstaat in Nederland. Het idee kwam voort uit een afgeleide van een kipper aanhangwagen met daarop verkeersinformatie voor de weggebruiker. Het eerste type Actiewagen is ontwikkeld door EBO van Weel te Rhoon. Dit was de start van een nichemarkt die zich tot heden heeft ontwikkeld tot een innovatieve en groeiende markt. In de huidige markt van de mobiele verkeerssystemen bevinden zich meerdere bedrijven die ontwikkeling en productie mogelijk maken.